# Емануель Стюард
Емануель Стюард (англ. Emanuel «Manny» Steward; нар. 7 липня 1944, Ботом Крік, Західна Вірджинія, США —† 25 жовтня 2012, Чикаго, США) — американський боксер-аматор, тренер професійних боксерів та коментатор боксерських двобоїв на телеканалі HBO.

## Кар'єра
Емануель Стюард народився у придорожньому селищі Ботом Крік у Західній Вірджинії, а у віці 12 років разом з матір'ю переїхав до Детройта, де почав займатися боксом. 1971 року завершив боксерську кар'єру і перейшов працювати тренером спочатку з аматорами, а пізніше з професіоналами. 2 березня 1980 року Гілмер Кенті став першим чемпіоном світу з тих боксерів, які співпрацювали зі Стюардом.

## Боксери з якими працював Стюард
Емануель Стюард у різні часи працював з видатними боксерами, серед яких були чемпіони світу: